# Métrique (management)
Une métrique est un type de mesure quantifiable de la performance d'une organisation.
Une métrique peut résulter de l’observation directe d'un paramètre objectif (par exemple : nombre d'appels traités dans un centre d'appels, nombre de jours de retard d'une commande, quantité d'heures passées sur une tâche, nombre de défauts logiciels détectés...). Elle peut également procéder de quantités directement observables (nombre de défauts par millier de lignes de code informatique, indice de performance de coût composite "Code Performance Index"...).
Les systèmes de contrôle ou de pilotage destinés à évaluer la performance d'un projet ou d'un programme utilisent des types de mesures appelés  indicateurs, ou plus spécifiquement "indicateurs clé de performance" (Key Performance Index ou KPI en anglais).
Les métriques de projet s'articulent autour de trois catégories principales :
- Les mesures de management intrinsèques au projet lui-même (exactitude des estimations de coût, délai, couverture fonctionnelle du projet...)
- Les indicateurs de succès de projet (satisfaction des parties prenantes, objectif fonctionnel atteint...)
- Les indicateurs de réussite économique (Délai de récupération de l'investissement, Return On Investment ou ROI, création de valeur économique...).